# جان كريستوف كوبرونى
جان كريستوف كوبرونى (بالفرنسية: Jean-Christophe Coubronne) (30 يوليو 1989 بليون في فرنسا - ) هو لاعب كرة قدم فرنسي في مركز الدفاع. شارك مع منتخب فرنسا تحت 20 سنة لكرة القدم. أما مع النوادي، فقد لعب مع نادي سوشو ونادي نوفارا ونادي أولهانينسي.

## روابط خارجية
- جان كريستوف كوبرونى على موقع قاعدة بيانات كرة القدم.إي يو (الإنجليزية)
- جان كريستوف كوبرونى على موقع Soccerway.com (الإنجليزية)